# Daunija
Daunija, zgodovinska in geografska regija v Apuliji v južni Italiji, ki  se skoraj v celoti ujema s sedanjo provinco Foggia. V antiki je skupaj s Pevketijo in Mesapijo tvorila Japigijo.

## Izvor
Proti koncu bronaste dobe (11.-10. stoletje pr. n. št.) se je ilirsko prebivalstvo z vzhodne jadranske obale preselilo v Apulijo, najbrž preko Otrantskih vrat, ožine med Albanijo in Italijo. Iliri so v Italiji ustvarili  japiško civilizacijo, ki so jo predstavljala tri plemena:  Pevketi, Mesapi in Dauni.

## Kultura
Daunija se je razlikovala od drugih dveh ilirskih pokrajin, predvsem zaradi relativne bližine grških kolonij in manjšega vpliva civilizacije v Kampaniji. Imela je svojsko kulturo, za katero so značilne predvsem daunske stele, niz  nagrobnih spomenikov iz 7.-6. stoletja pr. n. št., ki so jih odkrili na ravnici južno od Siponta in so razstavljene v sipontskem mestnem muzeju. Posebno pozornost vzbuja tudi daunska keramika, ki je slabo preučena. Na začetku je bila okrašena samo z geometrijskimi vzorci, kasnejša pa je vključevala tudi človeške, živalske in rastlinske motive.

## Mestna središča
Glavna daunska središča so bila Teanum Apulum (del sedanjega San Paolo di Civitate), Lucera, Merinum (Vieste), Monte Saraceno (blizu Mattinatija), Siponto, Coppa Navigata, Cupola, Salapia (blizu Cerignole in Manfredonije), Arpi (blizu Foggie), Aecae (blizu Troie), Vibinum  (Bovino), Castelluccio dei Sauri, Herdonia (Ordona), Ausculum  (Ascoli Satriano), Ripalta (blizu Cerignole), Canosa di Puglia, Melfi, Lavello in Venosa.

## Vir
- R. Infante, I cammini dell'angelo nella Daunia tardoantica e medievale, Bibliotheca Michaelica, 4, Bari, Edipuglia, 2009.